# Robert G. Storey
Robert Gerard Storey (* 1893 in Greenville, Texas; † 1981) war ein US-amerikanischer Jurist.
Der Sohn eines Arztes wollte an der University of Texas Medizin studieren, wechselte aber bald zur Rechtswissenschaft. 1914 begann er in Troup im Osten von Texas zu praktizieren. 1917, als er zum Assistant County Attorney berufen wurde, heiratete er. Im Ersten Weltkrieg diente er als Leutnant der Coast Artillery. Nach dem Krieg arbeitete er drei Jahre als Anwalt in Tyler und wurde dann zum Assistant Attorney General von Texas ernannt. Zwei Jahre später zog er nach Dallas. 1928 wurde er Mitglied des Universitätsverwaltungsrats der University of Texas. Von 1938 bis 1940 war er Vorsitzender der Section of Legal Education.
1941 war er im Auftrag der American Bar Association nach England gereist, als die USA in den Zweiten Weltkrieg eintraten. Vier Monate später war er Major im Army Air Corps und stieg später auf zum Colonel. Er diente unter anderem auf dem Balkan, der dann von der Sowjetunion besetzt wurde. Für seine Materialsammlung zur Luftwaffe und Kriegsverbrechen auf dem Balkan wurde er mit einem Bronze Star ausgezeichnet. Als er nach dem Krieg nach Florida zurückkehrte, wurde er vom Obersten Richter Robert H. Jackson gebeten, Beweise gegen die Top-Nazis zu sammeln. Als Zivilist ging er wieder nach Europa, wo er Jacksons Berater bei den Nürnberger Prozessen wurde. Für seine Arbeit wurde er vielfach ausgezeichnet. Eine Berufung zu den japanischen Kriegsverbrecherprozessen lehnte er ab und kehrte 1947 nach Dallas zurück, wo er Dean der School of Law an der Southern Methodist University wurde.